# Дарвиш, Сайед
Сайед Дарвиш (Сейид Дервиш, араб. سيد درويش‎, англ. Sayed Darwish; 17 марта, 1892, Александрия — 15 сентября, 1923) — египетский певец, композитор и театральный деятель, который считается «отцом» египетской популярной (эстрадной) музыки.

## Биография
Дарвиш родился в Александрии 17 марта 1892 года. Родители не могли позволить себе оплачивать его образование, поэтому его отправили в религиозную школу, где он освоил чтение Корана, обучаясь у Мухаммада Саламы. Окончив религиозную школу и получив титул шейха Сайеда Дарвиша, он два года проучился в аль-Азхар, одном из самых известных религиозных университетов в мире, а затем оставил учёбу, чтобы посвятить свою жизнь музыкальному творчеству.
Сайед поступил в музыкальную школу, где его учили на муншида (кантора). Учитель музыки восхищался его талантами и поощрял Дарвиша продвигаться вперед в музыкальной сфере.
Чтобы иметь заработок, он подрабатывал каменщиком. Случилось так, что его пение услышал руководитель театральной труппы «Syrian Attalah Brothers» и тут же пригласил его к сотрудничеству. Во время гастролей по Сирии у него была возможность получить музыкальное образование. Не добившись успеха, он вернулся в Египет. Имел скромный успех как певец в кафе и на разных сценах, изучал репертуар великих композиторов XIX века, к которому он добавил хадвар (музыкальные лады) и мувашшатат (произведения в арабской поэтической форме) собственного сочинения. Несмотря на остроумие своих композиций, он не получил признания публики из-за своего посредственного сценического мастерства по сравнению с такими звездами его времени, как Салих Абд аль-Хай или Заки Мурад.
Автор музыки к песне «Родина, родина, родина !» («بلادي بلادي بلادي», «Биляди, Биляди, Биляди»), что стала египетским национальным гимном, и слова которой были адаптированы к пламенной патриотической речи известного журналиста, общественного и политического деятеля Мустафы Камиля («Mustafa Kamil»).
Дарвиш умер в Александрии в 31-летнем возрасте 10 сентября 1923 года от сердечного приступа, вызванного передозировкой кокаина. По стечению обстоятельств в день смерти композитора египетский национальный лидер Саад Сайфула вернулся из эмиграции и его приветствовали, исполняя новую песню «Отчизна, отчизна, отчизна!», которая стала гимном Египта 1979 года.
Египтяне считают Сайеда Дарвиша своим величайшим композитором и автором популярных музыкальных произведений, к которым, в частности, относятся «Shed el hezam», «Malo’ouna», «Ana Haweit», «Oum Ya Masry» («Взвейтесь, египтяне !») и «Salma Ya Salama», мелодия которой является широко известной в мире, благодаря интерпретации певицы Далиды.